# كأس الكؤوس الإفريقية 1977
كأس الكؤوس الأفريقية 1977 هو الموسم 3 من كأس الكؤوس الأفريقية. أشرف على تنظيمه الاتحاد الأفريقي لكرة القدم، وكان عدد الأندية المشاركة فيه 25، وفاز فيه إينوغو رينجرز.